# Éber Ernő
Éber Ernő, született Ellenberger Ernő (Budapest, 1874. október 9. – Budapest, 1968. szeptember 7.) állattenyésztő, agrárpolitikus, gazdaságtörténész. Éber Antal (1872–1950) közgazdász, politikus és Éber László (1871–1935) művészettörténész, műfordító öccse.

## Életpályája
Kikeresztelkedett zsidó családból származott. Szülei Ellenberger Károly kereskedő és Sonnenberg Ilona voltak. 1895-ben szerzett diplomát a mosonmagyaróvári Gazdasági Akadémián. Ezt követően Derekegyházán lett gazdasági segédtiszt. Az 1897-ben megjelent cikkére felfigyelt Károlyi Sándor és meghívta a fóti birtokra titkárnak. 1899-ben az Erdélyi Gazdasági Egylet segédtitkára lett Kolozsváron, ahol a Tudományegyetemen jogi diplomát is szerzett. 1907-ben a Sopron megyei Gazdasági Egylet titkára, majd 1917-ben ügyvezető-igazgatója lett. Sopron vármegye tiszteletbeli főjegyzőjévé is megválasztották. Nevéhez fűződik a Soproni Tej szövetkezet és a csermajori földműves iskola megalapítása.
Az első világháború után Budapestre költözött, ahol 1924-ben megindította és 1939-ig szerkesztette az Állattenyésztők Lapját, 1932-től pedig az Állattenyésztők Naptárát. Emellett 1927 és 1938 között a Földművelésügyi Minisztérium megbízásából a tej és tejtermékek tápláló értékének kutatásával, továbbá az ezekhez kapcsolódó propagandatevékenységgel foglalkozott. Lényegében nevéhez fűződik az iskolatej-akció. Ezekben az években több nemzetközi kongresszuson is részt vett. 1938-ban a Magyar-Olasz Bank Rt. gazdasági tanácsosa lett.
1940-ben magyarra fordította Adam Smith kétkötetes művét (Vizsgálódás a nemzetek jólétének természetéről és okairól), 1946-ban pedig G. Marshall amerikai vezérkari főnök 1943-45 közötti jelentéseit fordította le, amelyet négy kiadásban is közreadtak. Mint gazdaságtörténész 1942-ben a Széchenyi család birtokairól adott közre egy gazdaságtörténeti kötetet. A második világháború után az Angyalföldi Sodronyfonat- és Szövetgyár tisztviselője (1945–1950) volt. 1952-ben a Magyar Mezőgazdasági Múzeum tudományos munkatársa lett, s 1957-től nyugdíjasként a Múzeum egyik agrártörténeti szakértője.
Házastársa Pittroff Mária Eugénia (1883–1963) volt, akivel 1910. május 7-én Budapesten, a Terézvárosban kötött házasságot.

## Főbb művei[10]
- A mezőgazdasági válság és annak okai (Magyar Gazdák Szemléje, 1897. 10. sz.);
- Fajok harca. Adatok az erdélyi nemzetiségi kérdéshez (Bp., 1905)
- A magyar mezőgazdaság átalakulásának föltételei (Bp., 1906)
- Nagybirtok-kisbirtok (Bp., 1930)
- Észszerű birtokpolitika (Bp., 1935)
- A czenki földesúr (Bp., 1942)
- Mi a magyar paraszt és mi lehetne (Szeged, 1944)
- Gazdaságos takarmányozás (Weiser Istvánnal, Bp., 1947, 1948)
- A magyar állattenyésztés fejlődése (Bp., 1961)